# Apt (geologie)

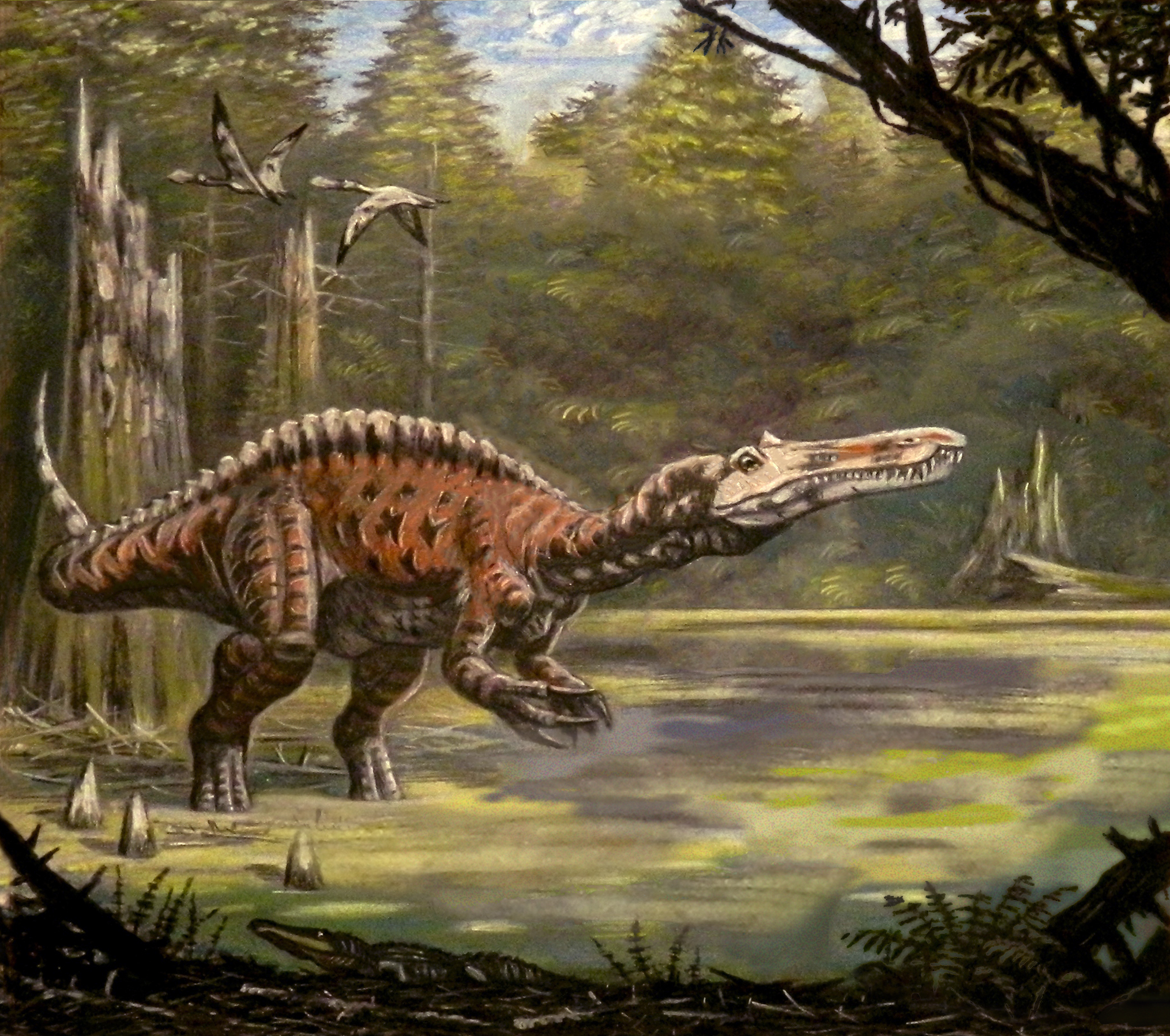
Dravý dinosaurus rodu Suchomimus ve svém přirozeném prostředí.

Apt je pátý, předposlední chronostratigrafický stupeň spodní křídy, který je datován do rozmezí před 125,0 ± 1,0 až 113,5 ± 1,0 Ma (milionů let). Některé práce však stanovují jeho začátek na 120,2 milionu let BP. Aptu předcházel barrem a následoval ho alb.
Apt částečně překrývá svrchní část regionálně (v západní Evropě) užívaného stupně (facie) urgon, riftového vývoje aptu.

## Definice
Stupeň apt byl pojmenován po malém městě Apt ve francouzském regionu Provence. Původní typová lokalita je v okolí tohoto města. Apt byl představen ve vědecké literatuře francouzským paleontologem Alcidem d'Orbignym v roce 1840.
Začátek (báze) aptu je na stratigrafické stupnici (sloupci) položen na magnetickou anomálii M0r, konec aptu (báze albu) na dobu prvního výskytu kokolitky druhu Praediscosphaera columnata.

## Dělení
Stupeň apt bývá dále dělen na tři podstupně: Bedoulian (spodní), Gargasian (střední) a Clansayesian (svrchní).
V oblasti moře Tethys obsahuje apt osm amonitových biozón.

## Biota
Souším stále dominovali dinosauři, a to ve značně velké biodiverzitě. Existovali například obří draví teropodi, jako byl argentinský Tyrannotitan nebo ještě větší sauropodní dinosauři, jako byl severoamerický Sauroposeidon.
V tomto období se odehrávaly změny v globální biotě a došlo k tzv. anoxické události, při které lze pozorovat vymírání druhů menší intenzity v mořských ekosystémech. Na souších pak byly velmi časté požáry, které do značné míry formovaly podobu mnoha sušších ekosystémů.